# Point de contrôle (jeu vidéo)
Pour les articles homonymes, voir Checkpoint.
 (novembre 2019).
Si vous disposez d'ouvrages ou d'articles de référence ou si vous connaissez des sites web de qualité traitant du thème abordé ici, merci de compléter l'article en donnant les références utiles à sa vérifiabilité et en les liant à la section « Notes et références ».

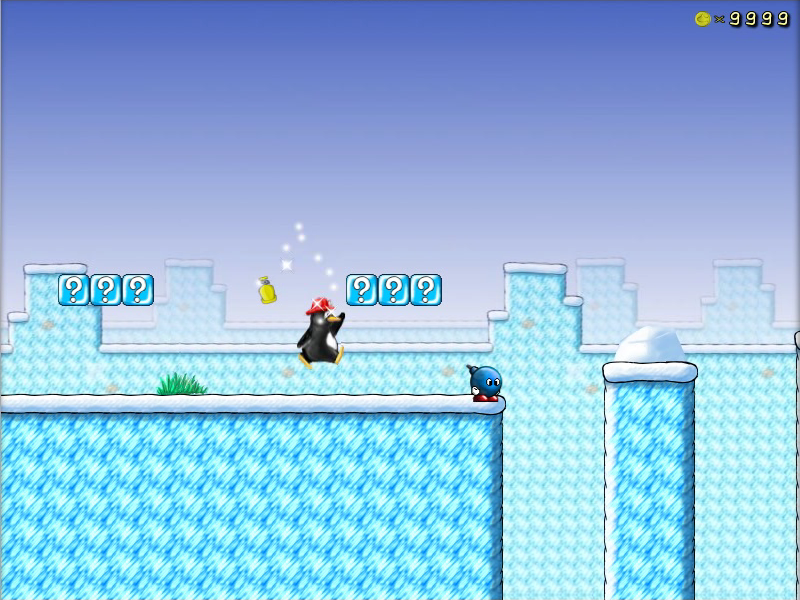
Tux passe un point de contrôle (la cloche jaune) dans le jeu vidéo SuperTux.

Un point de contrôle, point d'étape, point de sauvegarde, point de passage ou encore étape obligatoire, en anglais checkpoint, est une étape que les concepteurs d'un jeu vidéo prévoient dans les niveaux,.
Quelques jeux de courses (et plus particulièrement les jeux d'arcade) comportent des circuits avec des points de contrôle. Ces courses à étapes, pour être réussies, forcent le joueur à franchir ces portes dans l'ordre et dans un temps donné. En général, ces points de contrôle permettent au joueur de voir s'il est en retard ou en avance par rapport au record dans une zone donnée. cela permet également au programme de valider le fait que le véhicule ai bien fait le tour du circuit, éventuellement via des raccourcis, et ne soit pas revenu directement sur la ligne d'arrivée.
Dans les jeux d'action, les points de contrôle sont des endroits du niveau qui, lorsqu'ils sont franchis par le personnage, entraînent une sauvegarde automatique de son statut ; quand le personnage meurt ou échoue dans sa mission, il revient au dernier point de contrôle franchi. Cela peut sembler minimaliste au premier abord, mais le point de contrôle a une grande influence sur la durée de vie du jeu. En effet, moins il y a de points de contrôle, plus le jeu est difficile, car plus l'erreur a de chances de se produire, auquel cas le joueur doit recommencer une plus grande partie du niveau.
Souvent, dans un jeu où le personnage possède plusieurs vies (particulièrement les jeux de plate-forme), le fait de perdre toutes ses vies oblige le joueur à recommencer entièrement le niveau même s'il avait passé des points de contrôle dans ce dernier.
Un point de sauvegarde est par contre un point ou le joueur va volontairement se placer pour sauvegarder. Dans certains jeux, il est permis d'en sauvegarder plusieurs, afin de pouvoir reprendre à la position désirée lors d'une nouvelle partie. Certains jeux utilisent ce type de point pour permettre au joueur de changer de niveau en accédant à une partie déjà autorisée, en fonction des accomplissements.
Dans certains jeux comme Super Mario World, un point d'étape unique se situe en milieu de niveau. Si le joueur décide de quitter le niveau pour en choisir un autre sur la carte, il devra recommencer ce niveau depuis le début.